# 조선로동당 제2차 대표자회
조선로동당 제2차 대표자회(朝鮮勞動黨 第2次代表者會)는 1966년 10월 5일, 조선민주주의인민공화국 평양에서 열린 조선로동당 대표자회다. 김일성이 '현정세와 우리 당의 과업'이라는 장문의 보고를 했다. 동아시아에서 베트남 전쟁이라는 군사적 위기가 도래한 시기에 개최되었고, '경제국방 병진노선'을 채택하고 대내외에 자주노선을 강조했다.

## 토의 안건
- 현 정세와 당의 과업(국방·경제 병진정책)
- 사회주의 경제건설의 당면 과업(인민경제발전 7개년 계획 3년 연장)
- 월남문제에 관한 당대표자회 성명 채택
- 당 조직 문제(당 중앙위원장제 폐지 및 총비서 직제로 개편, 선거)

## 같이 보기
- 당의 유일적령도체계확립의 10대 원칙